# Алексеевка (Данковский район)
Алексе́евка — деревня Воскресенского сельсовета Данковского района Липецкой области.

## История
В экономическом примечании Ефремовского уезда 1776 г. упоминается сельцо Алексеевское, 44 двора, владельцев Хомяковых.

### Название
Название — по имени одного из членов семьи владельца Хомяковых.

## Население
По данным всероссийской переписи за 2010 год население села составляет 23 человека.